# فيليتسيا فيليب
فيليتسيا فيليب (بالرومانية: Felicia Filip)‏ هي مغنية ومغنية أوبرا رومانية، ولدت في 20 مارس 1959 في سلاتينا في رومانيا.

## وصلات خارجية
- فيليتسيا فيليب على موقع ميوزك برينز (الإنجليزية)
- فيليتسيا فيليب على موقع ديسكوغز (الإنجليزية)